# Erannis mallearia
Erannis mallearia är en fjärilsart som beskrevs av Georg Ludwig Scharfenberg 1805. Erannis mallearia ingår i släktet Erannis och familjen mätare. Inga underarter finns listade i Catalogue of Life.